# Вонг Хоу, Джеймс
Джеймс Вонг Хо́у (англ. James Wong Howe), имя при рождении Вон Чунчим (иер. трад. 黃宗霑, йель: Wong4 Zung1zim1, пиньинь: Huáng Zōngzhān, палл.: Хуан Цзунчжань, англ. Wong Tung Jim; 28 августа 1899 — 12 июля 1976) — американский оператор и режиссёр китайского происхождения, который стал известен своими инновационными методами съёмок. Поработал над более чем 130 фильмами.
В 1930-х и 1940-х годах был одним из самых востребованных кинематографистов в Голливуде. Был номинирован на премию «Оскар» за лучшую операторскую работу 10 раз, дважды выиграв её за фильмы «Татуированная роза» (1955) и «Хад» (1963). Был признан одним из 10 наиболее влиятельных кинематографистов в опросе членов Гильдии международных кинематографистов в США.

## Биография

### Ранние годы
Хоу (имя при рождении Вонг Тунг Джим) родился в 1899 году в Тайшане, провинция Гуандун, Китай. Его отец Вонг Хоу переехал в Америку в том же году, чтобы работать на Северной Тихоокеанской железной дороге, а в 1904 году к нему переехала семья. После смерти отца подросток Хоу переехал в Орегон, чтобы жить со своим дядей, занимался боксом и даже задумался о карьере боксера в легком весе. 
После случайной встречи на улицах Лос-Анджелеса с бывшим коллегой по боксу Маком Сеннет, который снимал короткометражку, получил  работу в кинолаборатории в Famous Players-Lasky Studios.  

### Карьера
Был ассистентом у операторов, работавших с режиссёром Сесилом Де Миллем. С 1924 года — оператор («Барабаны судьбы»). Снимал многие значительные американские фильмы. Работал в содружестве с режиссёрами Ховардом Хоуксом, Отто Преминджером, Элиа Казаном и другими; один из крупнейших американских операторов. Снимал чёрно-белые, цветные и широкоэкранные фильмы. 
В 1944 году Хоу был номинирован на премию «Оскар» в категории «Лучшая операторская работа: черно-белое кино» за работу над фильмом «Военно-воздушные силы». Он разделил эту номинацию с Элмером Дайер и Чарльзом Маршалл.
В 1953 году дебютировал как режиссёр («Иди, человек, иди!»). Работал на телевидении. Автор статей, посвящённых операторскому искусству. В 1950—1960-е годы — Вице-президент Американской ассоциации операторов.

## Избранная фильмография

### Оператор
- 1923 — Барабаны судьбы / Drums of Fate
- 1923 —  / The Trail of the Lonesome Pine
- 1923 — Женщина в маске / The Woman with Four Faces
- 1923 — До последнего человека / To the Last Man
- 1923 — Испанская танцовщица / The Spanish Dancer
- 1923 — Зов каньона / The Call of the Canyon
- 1924 — Точка разрыва / The Breaking Point
- 1924 — Оборотная сторона жизни / The Side Show of Life
- 1924 —  / The Alaskan
- 1924 — Питер Пэн / Peter Pan
- 1925 — Чаровница / The Charmer
- 1925 —  / The Best People
- 1925 —  / The King on Main Street
- 1926 —  / The Song and Dance Man
- 1926 — Морские коньки / Sea Horses
- 1926 — Капкан на мужчину / Mantrap
- 1926 — Запертый на замок / Padlocked
- 1927 — Грубые наездники / The Rough Riders
- 1927 — Соррел и сын / Sorrell and Son
- 1928 — Смейся, клоун, смейся / Laugh, Clown, Laugh
- 1928 — Идеальное преступление / Perfect Crime
- 1928 — Четыре стены / Four Walls
- 1929 — Спасатели / The Rescue
- 1929 — Одинокие ночи / Desert Nights
- 1930 — Сегодня / Today
- 1931 — Уголовный кодекс / The Criminal Code
- 1931 — Трансатлантический корабль / Transatlantic
- 1931 — Паук / The Spider
- 1931 — Жёлтый билет / The Yellow Ticket
- 1931 — Предатель / Surrender
- 1932 — Шанхайский экспресс / Shanghai Express
- 1932 — Послезавтра / After Tomorrow
- 1932 —  / Amateur Daddy
- 1932 —  / Man About Town
- 1932 — Чанду волшебник / Chandu the Magician
- 1933 — Здравствуй, сестричка! / Hello, Sister!
- 1933 — Сила и слава / The Power and the Glory
- 1933 — Красота на продажу / Beauty for Sale
- 1934 — Позёрство / The Show-Off
- 1934 — Вива Вилья! / Viva Villa!
- 1934 — Манхэттенская мелодрама / Manhattan Melodrama
- 1934 — Голливудская вечеринка / Hollywood Party
- 1934 — Тонкий человек / The Thin Man
- 1934 —  / Stamboul Quest
- 1934 —  / Have a Heart
- 1935 — Биография холостячки / Biography of a Bachelor Girl
- 1935 — Ещё не вечер / The Night Is Young
- 1935 — Знак вампира / Mark of the Vampire
- 1935 —  / The Flame Within
- 1935 — Мальчики О’Шонесси / O'Shaughnessy's Boy
- 1935 — Рандеву / Rendezvous
- 1935 —  / Whipsaw
- 1936 —  / Three Live Ghosts
- 1936 — Пламя над Англией / Fire Over England
- 1937 — Голливудская вечеринка / Hollywood Party
- 1937 — Снова прощай / Farewell Again
- 1937 — Под кардинальской мантией / Under the Red Robe
- 1937 — Пленник Зенды / The Prisoner of Zenda
- 1938 — Приключения Тома Сойера / The Adventures of Tom Sawyer
- 1938 — Алжир / Algiers
- 1938 — Комета над Бродвеем / Comet Over Broadway
- 1939 — Они сделали меня преступником / They Made Me a Criminal
- 1939 — Парень из Оклахомы / The Oklahoma Kid
- 1939 — Мужественные дочери / Daughters Courageous
- 1939 — Пыль будет моей судьбой / Dust Be My Destiny
- 1939 — На пуантах / On Your Toes
- 1939 — Четыре жены / Four Wives
- 1940 — Линкольн в Иллинойсе / Abe Lincoln in Illinois
- 1940 — Магическая пуля доктора Эрлиха / Dr. Ehrlich's Magic Bullet
- 1940 — Субботние дети / Saturday's Children
- 1940 — Выжженная зона / Torrid Zone
- 1940 — Любовь вернулась ко мне / My Love Came Back
- 1940 — Завоевать город / City for Conquest
- 1940 — Почта от Рейтера / A Dispatch from Reuter's
- 1940 — Фантазия / Fantasia
- 1941 — Клубничная блондинка / The Strawberry Blonde
- 1941 —  / Shining Victory
- 1941 — Берег в тумане / Out of the Fog
- 1941 —  / Navy Blues
- 1942 — Кингс Роу / Kings Row
- 1942 — Янки Дудл Денди / Yankee Doodle Dandy
- 1943 — Трудный путь / The Hard Way
- 1943 — Военно-воздушные силы / Air Force
- 1943 — Палачи тоже умирают! / Hangmen Also Die!
- 1943 — Северная звезда / The North Star
- 1944 — Путь в Марсель / Passage to Marseille
- 1945 — Цель — Бирма / Objective, Burma!
- 1945 — Контратака / Counter-Attack
- 1945 — Секретный агент / Confidential Agent
- 1945 — Сигнал об опасности / Danger Signal
- 1946 — Моя репутация / My Reputation
- 1947 — Нора Прентисс / Nora Prentiss
- 1947 — Преследуемый / Pursued
- 1947 — Тело и душа / Body and Soul
- 1948 — Мистер Блайндингс строит дом своей мечты / Mr. Blandings Builds His Dream House
- 1948 — Время твоей жизни / The Time of Your Life
- 1950 — Аризонский барон / The Baron of Arizona
- 1950 — Орёл и ястреб / The Eagle and the Hawk
- 1950 — Триполи / Tripoli
- 1951 — Храбрые быки / The Brave Bulls
- 1951 — Он бежал всю дорогу / He Ran All the Way
- 1951 — Леди говорит «Нет» / The Lady Says No
- 1951 —  / Behave Yourself!
- 1952 — Боец / The Fighter
- 1952 — Вернись, малышка Шеба / Come Back, Little Sheba
- 1953 — Главная улица к Бродвею / Main Street to Broadway
- 1953 — Дженнифер / Jennifer
- 1955 — Татуированная роза / The Rose Tattoo
- 1955 — Пикник / Picnic
- 1956 — Смерть негодяя / Death of a Scoundrel
- 1957 — Сладкий запах успеха / Sweet Smell of Success
- 1957 — Дранго / Drango
- 1957 — Прощай, оружие! / A Farewell to Arms
- 1958 — Старик и море / The Old Man and the Sea
- 1958 — Колокол, книга и свеча / Bell Book and Candle
- 1959 — Последний разгневанный человек / The Last Angry Man
- 1959 — Статья на первой полосе / The Story on Page One
- 1960 — Неоконченная песнь / Song Without End
- 1960 —  / Tess of the Storm Country
- 1963 — Хад / Hud
- 1964 — Гнев / The Outrage
- 1965 — Славные парни / The Glory Guys
- 1966 — Вторые / Seconds
- 1966 — На слом! / This Property Is Condemned
- 1967 — Омбре / Hombre
- 1968 — Сердце — одинокий охотник / The Heart Is a Lonely Hunter
- 1970 — Последняя лихая штучка из Мобила / Last of the Mobile Hot Shots
- 1970 — Молли Магуайрс / The Molly Maguires
- 1971 — Всадники / The Horsemen
- 1975 — Смешная леди / Funny Lady

### Режиссёр
- 1954 — Иди, человек, иди! / Go Man Go
- 1958 — Невидимый мститель / The Invisible Avenger (с Дж. Следжем)
- 1961 — 1962 — 87-й полицейский участок / 87th Precinct (сериал)

## Награды и номинации на премию «Оскар»
- 1939 — номинация на «Оскар» за лучшую операторскую работу («Алжир»)
- 1941 — номинация на «Оскар» за лучшую операторскую работу («Линкольн в Иллинойсе»)
- 1943 — номинация на «Оскар» за лучшую операторскую работу («Кингс Роу»)
- 1944 — номинация на «Оскар» за лучшую операторскую работу («Северная звезда»)
- 1944 — номинация на «Оскар» за лучшую операторскую работу («Военно-воздушные силы»)
- 1956 — премия «Оскар» за лучшую операторскую работу («Татуированная роза»)
- 1959 — номинация на «Оскар» за лучшую операторскую работу («Старик и море»)
- 1964 — премия «Оскар» за лучшую операторскую работу («Хад»)
- 1967 — номинация на «Оскар» за лучшую операторскую работу («Вторые»)
- 1976 — номинация на «Оскар» за лучшую операторскую работу («Смешная леди»)